# Richia gracilior
Richia gracilior är en fjärilsart som beskrevs av Max Wilhelm Karl Draudt 1924. Richia gracilior ingår i släktet Richia och familjen nattflyn. Inga underarter finns listade.